# Erik Larsen (wioślarz)
Erik Christian Larsen (ur. 20 lutego 1928 w Herfølge, zm. 10 kwietnia 1952 w Ringsted) – duński wioślarz, brązowy medalista olimpijski.
Wystąpił na igrzyskach olimpijskich w Londynie w 1948 roku, gdzie osada Danii w składzie: Erik Larsen, Børge Raahauge Nielsen, Henry Larsen, Harry Knudsen i Ib Olsen (sternik) wywalczyła brązowy medal w czwórkach ze sternikiem. W finale zajęli ostatnie miejsce, 8,3 sekundy za osadą Stanów Zjednoczonych i 5,3 sekundy za Szwajcarami. Był to jego jedyny start olimpijski.
Ponadto zdobywał złote medale w jedynkach na mistrzostwach Europy w Mediolanie (1950) i mistrzostwach Europy w Mâcon (1951).